# Klaus Funk
Klaus Funk (* 21. Februar 1954 in Sinsheim) ist ein ehemaliger deutscher Fußballtorhüter.
Als Jugendlicher spielte Funk beim TSV Ittlingen sowie beim VfR Heilbronn, bevor er 1973 zum VfB Stuttgart wechselte. Dort bestritt er in der Saison 1974/75 seine ersten Einsätze im DFB-Pokal und war ab 1975 beim damaligen Zweitligisten Ersatztorhüter hinter Helmut Roleder. Für die Stuttgarter kam er in zwei Jahren zweiter Liga allerdings nur auf vier Einsätze. Erfolgreicher war er zunächst 1979 nach seinem Wechsel zu Eintracht Frankfurt, wo er gleich im ersten Jahr in der Bundesliga auf 25 Einsätze kam. Mit den Frankfurtern gewann er in der gleichen Saison den UEFA-Pokal. Seine Karriere für die Frankfurter endete am 6. Juni 1981, als er nach einem 0:4-Halbzeitrückstand gegen Borussia Dortmund ausgewechselt wurde und anschließend für die Frankfurter nur noch ein Mal zum Einsatz kam. 1981 holte ihn Otto Rehhagel zu Werder Bremen, wo er Ersatztorhüter hinter Dieter Burdenski wurde, aber nur 1986 dreimal zum Einsatz kam. Danach spielte er noch ein Jahr unter seinem früheren Stuttgarter Trainer Jürgen Sundermann bei Hertha BSC.
Er betreibt nun eine Spielerberatungsagentur in Bad Rappenau.

## Erfolge
| Bundesliga  | Bundesliga  | 37 | Spiele | 0 | Tore |
| 2. Liga     | 2. Liga     | 4  | Spiele | 0 | Tore |
| DFB-Pokal   | DFB-Pokal   | 11 | Spiele | 0 | Tore |
| Europapokal | Europapokal | 12 | Spiele | 0 | Tore |